# Holbeinpferd

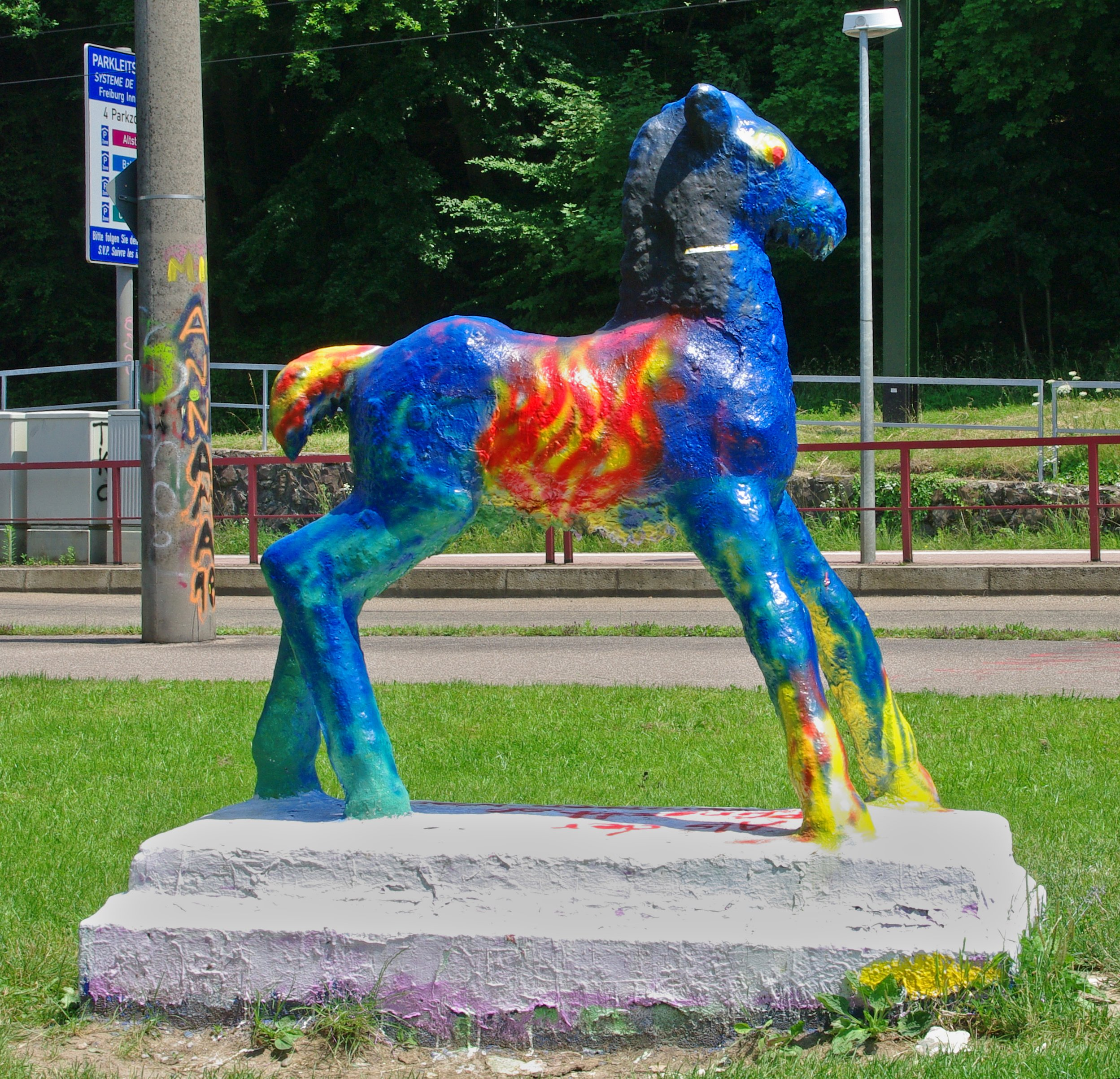
26 de junho de 2010

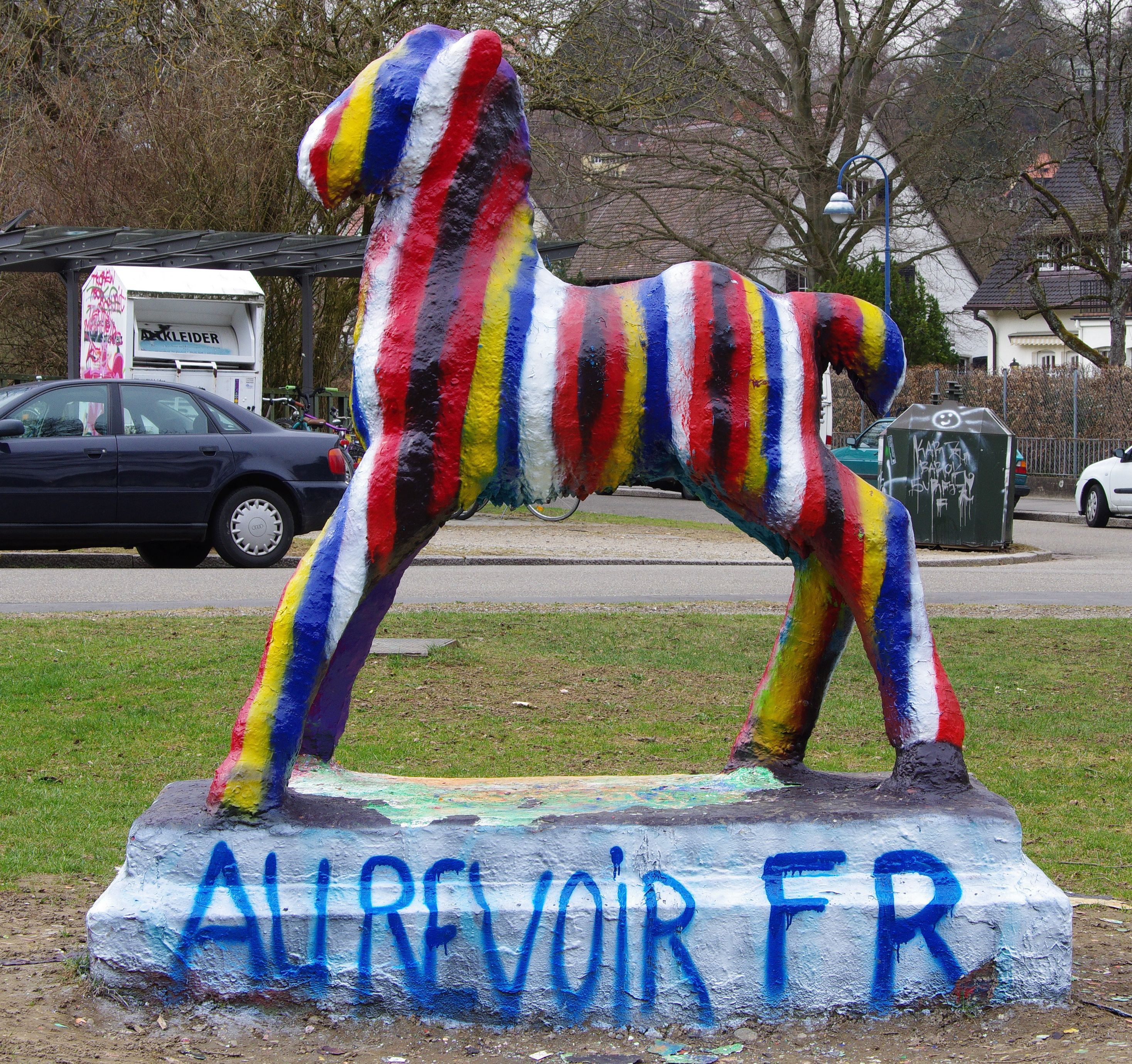
17 de março de 2012

Holbeinpferd é o nome coloquial da escultura de um cavalo (em alemão: Pferd) no subúrbio Wiehre de Friburgo em Brisgóvia, Baden-Württemberg, Alemanha, na esquina das ruas Günterstalstraße e Holbeinstraße. A escultura de um potro em concreto foi criado em 1936 pelo escultor Werner Gürtner. Tornou-se uma celebridade pelo fato de que a partir de por volta de 1980 é muitas vezes pintado à noite.